# Henric de Berg-Windeck
Henric de Windeck (n. înainte de 1247 - d. 8 martie 1290 sau 1296) a fost un nobil german.
Henric era fiul cel mai mic al contelui Adolf al VII-lea de Berg cu Margareta de Hochstaden. De asemenea, el era fratele mai mic al conților de Berg Adolf al VIII-lea și Wilhelm I.
În 1271-1281, Henric a servit ca guvernator pentru fratele său mai mare Adolf al VIII-lea, care devenise conte de Berg din 1259. Henric și Adolf i-au acordat sprijin ducelui Ioan I de Brabant în Războiul de succesiune pentru Limburg, care a culminat cu bătălia de la Worringen din 1288. Henric a rezidat la castelul Windeck, probabil ca oficial al fratelui său. Windeck era unul dintre cele patru castele majore ale casei de Berg, care intrase în posesia familiei încă din 1247. Henric a fost înmormântat, alături de alți membri ai familiei, în catedrala din Altenberg.

## Familie și copii
Henric a fost căsătorit cu Agnes de Mark, fiică a contelui Engelbert I de Mark cu Cunigunda de Blieskastel. Ei au avut șase copii:
1. Adolf, succesor în comitatul de Berg după moartea lui Wilhelm I
2. Henric (d. 24 aprilie 1310), canonic în Köln
3. Margareta, căsătorită cu contele Otto al IV-lea de Ravensberg
4. Cunigunda (n. 1285/1286 - d. după 1355), abatesă de Gerresheim și de Essen
5. Elisabeta, căsătorită cu Waleram de Heinsberg
6. Agnes, călugăriță la Gräfrath